# La grande invenzione di Bubal
La grande invenzione di Bubal è un breve racconto fiabesco la cui protagonista è una bambina preistorica. L'album è illustrato da Desideria Guicciardini e scritto da Anna Cerasoli divulgatrice scientifica specializzata nell'educazione matematica dei più piccoli.

## Caratteristiche
Il libro edito da Emme Edizioni è stato pubblicato in prima edizione nel 2012. Ha avuto poi successive edizioni e pubblicazioni in diverse lingue. È stato accolto con favore di pubblico e di critica ispirando anche attività scolastiche nella scuola primaria.

## Trama
Bubal, è una immaginaria bambina del nostro remoto passato, una pastorella a cui, essendo il padre e il fratello a caccia e la madre impegnata ad accudire i numerosi fratellini,  è stato affidato un gregge di pecore rinchiuse in un recinto. Siamo agli albori della civiltà quando l’essere umano ha imparato ad addomesticare gli animali ma non possiede ancora un modo per rappresentare i numeri. La necessità spinge Bubal, costretta da sola ad affrontare i problemi che insorgono,  ad escogitare un modo per riassumere con pochi segni riferiti alle sue mani la quantità delle sue pecore in modo da assicurarsi che le pecorelle uscite per il pascolo siano tante quante quelle rientrate. Il racconto induce a riflettere sul percorso logico che portò alle prime rappresentazioni di quantità numeriche. 
La storia finisce facendo capire che è la maestra a raccontare ai suoi alunni le avventure di Bubal per spiegare come siano stati inventati i numeri. I bambini, assieme alla maestra, nel racconto stesso continuano a interessarsi e a ragionare sui numeri continuando nel presente il discorso iniziato nella preistoria.

## Edizioni
- Anna Cerasoli, La grande invenzione di Bubal, illustrazioni di Desideria Guicciardini, San Dorligo della Valle, Emme edizioni, 2012, ISBN 978-88-6079-939-5.
  -  La grande invenzione di Bubal, postfazione dell’autrice, San Dorligo della Valle, Emme edizioni, 2020, ISBN 978-88-6714-998-8.
  - (ES) La gran idea de Bubal, prima edizione spagnola, Boadilla del Monte, 2014, ISBN 9788467569476.
    -  La gran idea de Bubal, seconda edizione spagnola, Boadilla del Monte, 2021, ISBN 9788413920054.

  - (PL) Wielkie odkrycie Bubal, edizione polacca, Gdańsk, Wydawnictwo Adamada,, 2021, ISBN 9788374207829.
  - (KO) 숫자의 발명 : 원시인 소녀 부발의 멋진 아이디어, edizione coreana, 2014, ISBN 9788992026963, OCLC 1236505309.
  - (ZH) 布巴的五指计数 (Bu ba de wu zhi ji shu), edizione cinese, 2017, ISBN 9787549598045, OCLC 1124076456.
- È matematico, raccolta di quattro album tra cui La grande invenzione di Bubal, San Dorligo della Valle, Emme edizioni, 2014, ISBN 978-88-6714-316-0.